# Laurence Boccolini
Laurence Boccolini (Versalhes, 8 de maio de 1963) é uma actriz francesa.